# Linia kolejowa Grunow – Königs Wusterhausen
Linia kolejowa Grunow – Königs Wusterhausen – lokalna linia kolejowa przebiegająca przez teren kraju związkowego Brandenburgia, w Niemczech. Łączy stacje Grunow przez Beeskow z Königs Wusterhausen.